# Donacia brevicornis
Donacia brevicornis es una especie de insecto coleóptero de la familia Chrysomelidae.
Fue descrita científicamente en 1810 por Ahrens.